# Edward Lee Greene
Edward Lee Greene (20 d'agost del 1843 - 10 de novembre del 1915) va ser un botànic estatunidenc. Greene va ser instructor i professor de botànica a la Universitat de Califòrnia, Berkeley (1885-1895), professor de botànica a la Universitat Catòlica dels Estats Units (1895-1904), i associat de botànica a la Smithsonian Institution de Washington D.C..(1904-1915). El seu herbari personal està essencialment a la Universitat de Notre-Dame-de-Grâce.